# Rund um den Sachsenring
Il Rund um den Sachsenring è una corsa in linea di ciclismo su strada maschile che si disputa sul circuito del Sachsenring, in Sassonia, Germania. Dal 2005 al 2008 fu inserito nel programma dell'UCI Europe Tour come evento di classe 2.1; poi passò nel programma del calendario nazionale tedesco.

## Albo d'oro
Aggiornato all'edizione 2012.
| Anno    | Vincitore           | Secondo             | Terzo           |
| ------- | ------------------- | ------------------- | --------------- |
| 1993    | Andreas Walzer      | Heiko Latocha       | Thomas Tinius   |
| 1994    | Jörn Reuß           | Lutz Lehmann        | Uwe Stoltze     |
| 1995    | Jürgen Werner       | Heiko Szonn         | Jens Olomek     |
| 1996    | Dirk Müller         | Michael Schlickum   | Raphael Schweda |
| 1997-03 | non disputato       | non disputato       | non disputato   |
| 2004    | Björn Papstein      | Udo Müller          | Jan Pokrandt    |
| 2005    | Karsten Volkmann    | Andreas Schillinger | Tilo Schüler    |
| 2006    | Artur Gajek         | Andreas Schillinger | Philipp Mamos   |
| 2007    | Tobias Erler        | Oliver Giesecke     | Christian Kux   |
| 2008    | Karsten Volkmann    | Fabian Pohl         | Christian Leben |
| 2009    | Dirk Müller         | Jonas Schmeiser     | René Obst       |
| 2010    | Markus Schwarzhuber | Matthias Friedemann | Tobias Erler    |
| 2011    | Franz Schiewer      | Stefan Schäfer      | Mathias Wiele   |
| 2012    | Stefan Gaebel       | Kersten Thiele      | Henning Bommel  |
| 2013    |                     |                     |                 |